# Yanky Clippers
Yanky Clippers è un film d'animazione muto del 1929 con Oswald il coniglio fortunato come protagonista. È uno dei pochi cortometraggi del periodo Winkler a non essere andato perduto. Il cartone è l'ultimo film muto con Oswald.

## Trama
Oswald è un barbiere e ha aperto un salone. Il suo primo cliente è un cane di razza terrier. Ogni volta che Oswald rasa il pelo dalla schiena del cane, il pelo ricresce continuamente. Il coniglio fortunato scopre che il cagnolino sta bevendo una bottiglia di liquido per far ricrescere i peli durante il taglio, allora toglie la bottiglia al cliente e continua a lavorare. Nonostante il cane volesse solo una spuntatina, Oswald lo rasa quasi completamente.
Il secondo cliente è un ippopotamo che si fa rasare il mento da Oswald, che lo fa senza troppe difficoltà. Il terzo è invece un elefante che chiede ad Oswald un nuovo look per la sua proboscide. Il coniglio allora stira la proboscide dell'elefante e la arriccia con delle pinze. L'elefante soffia con la proboscide come una trombetta da festa e sembra esserne soddisfatto.
Il quarto cliente è un orso di nome Pete, che chiede una manicure a Oswald, che per rendersi più affascinante indossa una gonna e si mette il rossetto. Il coniglio procede a limare gli artigli di Pete. A causa degli abiti femminili indossati da Oswald, l'orso pensa che si tratti di una ragazza e si innamora di lui, chiedendogli di fare un giro nella sua auto, ma Oswald rifiuta. Pete però lo attira nell'auto usando un lecca lecca.
I due partono in macchina, lasciando il salone e uscendo dalla città. Pochi minuti dopo, mentre attraversavano un campo, Pete prende Oswald con due mani e comincia a baciarlo ripetutamente, con sgomento del coniglio. Oswald si libera dalla presa dell'orso e salta giù dall'auto, cominciando a correre con Pete che lo insegue in macchina.
L'inseguimento continua anche con il calare della notte, ma finisce quando i due animali raggiungono una lunga palizzata: Oswald, stanco delle "attenzioni" dell'orso, confessa di essere in realtà un ragazzo, togliendosi la gonna e il rossetto. Pete è disgustato e va via, lasciando il coniglio finalmente in pace.